# 弗拉基米尔·科瓦廖诺克
弗拉基米尔·瓦西里耶维奇·科瓦廖诺克（1942年3月3日—），白俄罗斯国籍，前苏联太空宇航员。

## 生平
1942年3月3日生于白俄罗斯苏维埃社会主义共和国别洛耶村。1959年中学毕业后进入巴拉紹夫高等军事航空飞行员学校，1963年毕业，在苏联武装力量服役。
1967年入选宇航员队伍。1977年10月9日至11日，他作为指令长，与留明乘坐联盟25号飞船进行了首次太空飞行。原计划应与礼炮6号空间站对接，但是由于自动对接装置故障而提前结束任务。1977年12月和1978年1月，他先后是联盟26号和联盟27号飞船的后备乘员。
1978年6月15日，他作为指令长与伊万琴科夫乘坐联盟29号飞船，与礼炮6号空间站对接。他们累计在太空停留了139天。期间还见证了两位国际短期考察宇航员的到来：波兰人米罗斯瓦夫·赫尔曼谢夫斯基和东德人西格蒙德·雅恩。
1978年7月29日，他和伊万琴科夫进行了一次舱外活动，在完成任务后额外多停留了一些时间，以欣赏地球的景色。1980年11月，他是联盟T-3飞船的后备乘员。
1981年3月12日至5月26日，他再次作为指令长，与萨维内赫乘坐联盟T-4号飞船进行太空考察任务，与礼炮6号空间站对接。期间还见证了两位国际短期考察宇航员的到来：蒙古人朱格德尔德米德·古尔拉格查和罗马尼亚人杜米特鲁·普鲁纳留。
1984年毕业于苏联总参谋部军事学院，同年6月从宇航员部队退役。1984年至1986年担任加加林宇航员培训中心第一局副局长（负责培训事务）。1988年3月至1992年担任总参谋部军事学院战略学系副主任。1992年至2002年担任茹科夫斯基空军工程学院教授。
2001年1月当选俄罗斯航天联合会主席，曾多次受邀在各地做演讲和访谈活动。

## 统计
| # | 发射载具 | 发射时间（UTC） | 着陆载具 | 着陆时间（UTC） | 时长总计        | 舱外活动次数 | 舱外活动时长 |
| - | -------- | --------------- | -------- | --------------- | --------------- | ------------ | ------------ |
| 1 | 联盟25号 | 1977年10月9日   | 联盟25号 | 1977年10月11日  | 2天0小时44分    | 0            | 0            |
| 2 | 联盟29号 | 1978年6月15日   | 联盟31号 | 1978年11月2日   | 139天14小时47分 | 1            | 2小时05分    |
| 3 | 联盟T-4  | 1981年3月12日   | 联盟T-4  | 1981年5月26日   | 74天17小时37分  | 0            | 0            |
|   |          |                 |          |                 | 216天9时8分     | 1            | 2小时05分    |

舱外活动统计
| # | 日期（UTC）   | 同伴                | 持续时长  |
| - | ------------- | ------------------- | --------- |
| 1 | 1978年7月29日 | 亚历山大·伊万琴科夫 | 2小时05分 |

## 荣誉

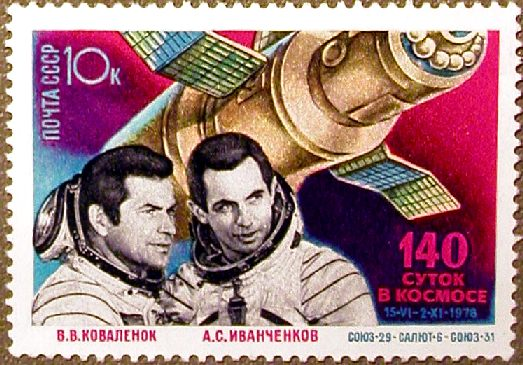
1978年苏联邮票：科瓦廖诺克（左）和伊万琴科夫

- 苏联英雄（1978年11月2日、1981年5月26日）
- 三级祖国功勋勋章（1996年5月16日）
- 荣誉勋章（2000年）
- 列宁勋章（1977年11月15日、1978年11月2日、1981年5月26日）
- 三级在苏联武装力量中为祖国服务勋章（1991年8月12日）
- 太空探索優異獎章（2011年4月12日）[6]
- 德意志民主共和国英雄（1978年）
- 卡尔·马克思勋章（1978年）
- 蒙古人民共和国英雄（1981年）
- 苏赫巴托尔勋章（1981年）
- 拜科努尔荣誉市民（1978年）[7]